# Expédition de la Yellowstone (1819-1820)

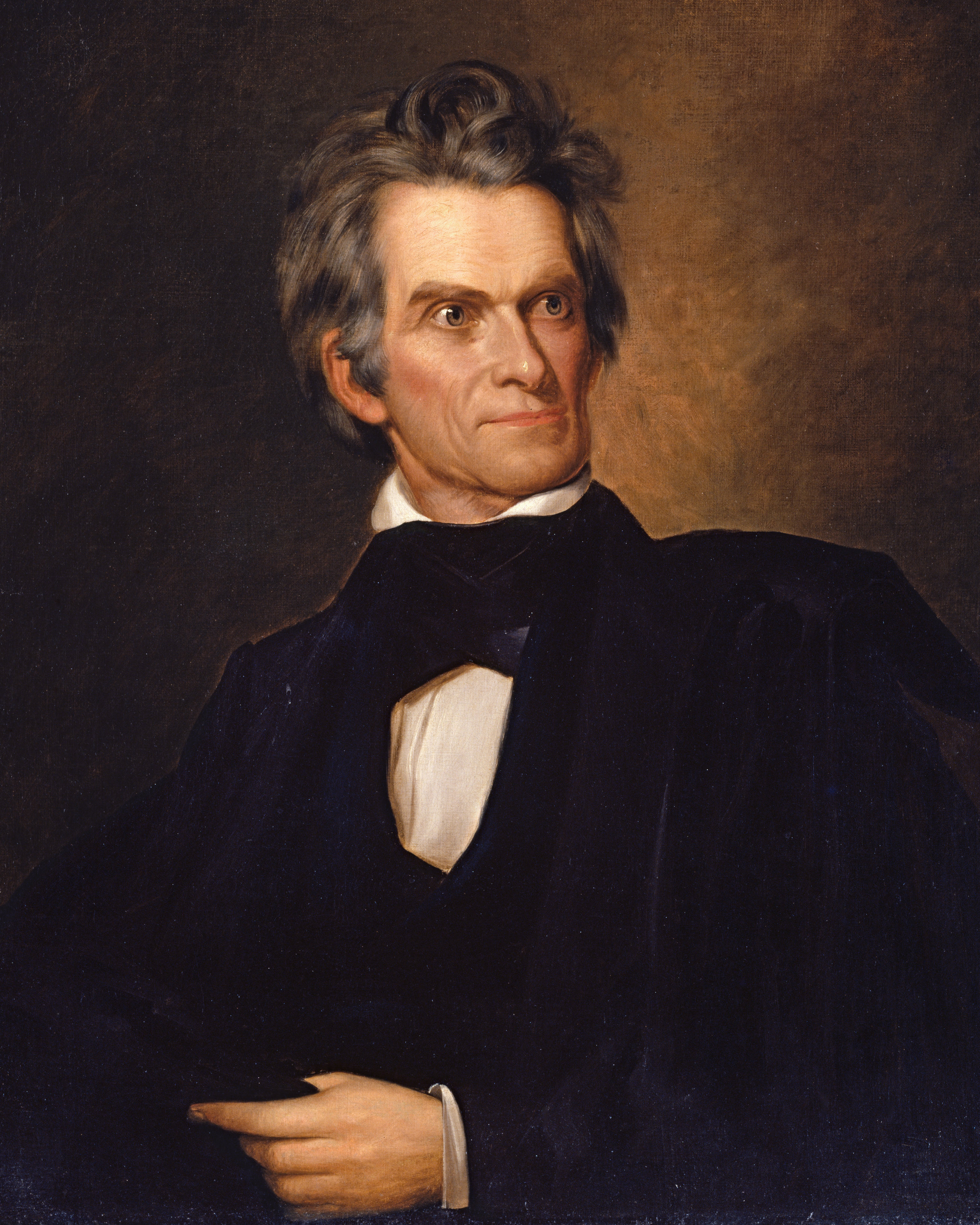
Le secrétaire à la guerre John C. Calhoun a autorisé l'expédition de la Yellowstone.

L'expédition de la Yellowstone est une expédition conduite à la Frontière américaine en 1819 et 1820 autorisée par le secrétaire américain à la Guerre John C. Calhoun, dans le but d'établir un fort ou un avant-poste militaire à l'embouchure de la rivière Yellowstone dans l'actuel Dakota du Nord. Parfois appelée expédition Atkinson-Long du nom de ses deux principaux chefs, le colonel Henry Atkinson et le major Stephen Harriman Long, elle a conduit à la création du fort Atkinson dans l'actuel Nebraska, premier poste de l'armée américaine établi à l'ouest de la rivière Missouri, mais a par ailleurs été un échec coûteux, stagnant près de Council Bluffs en Iowa.

## Contexte

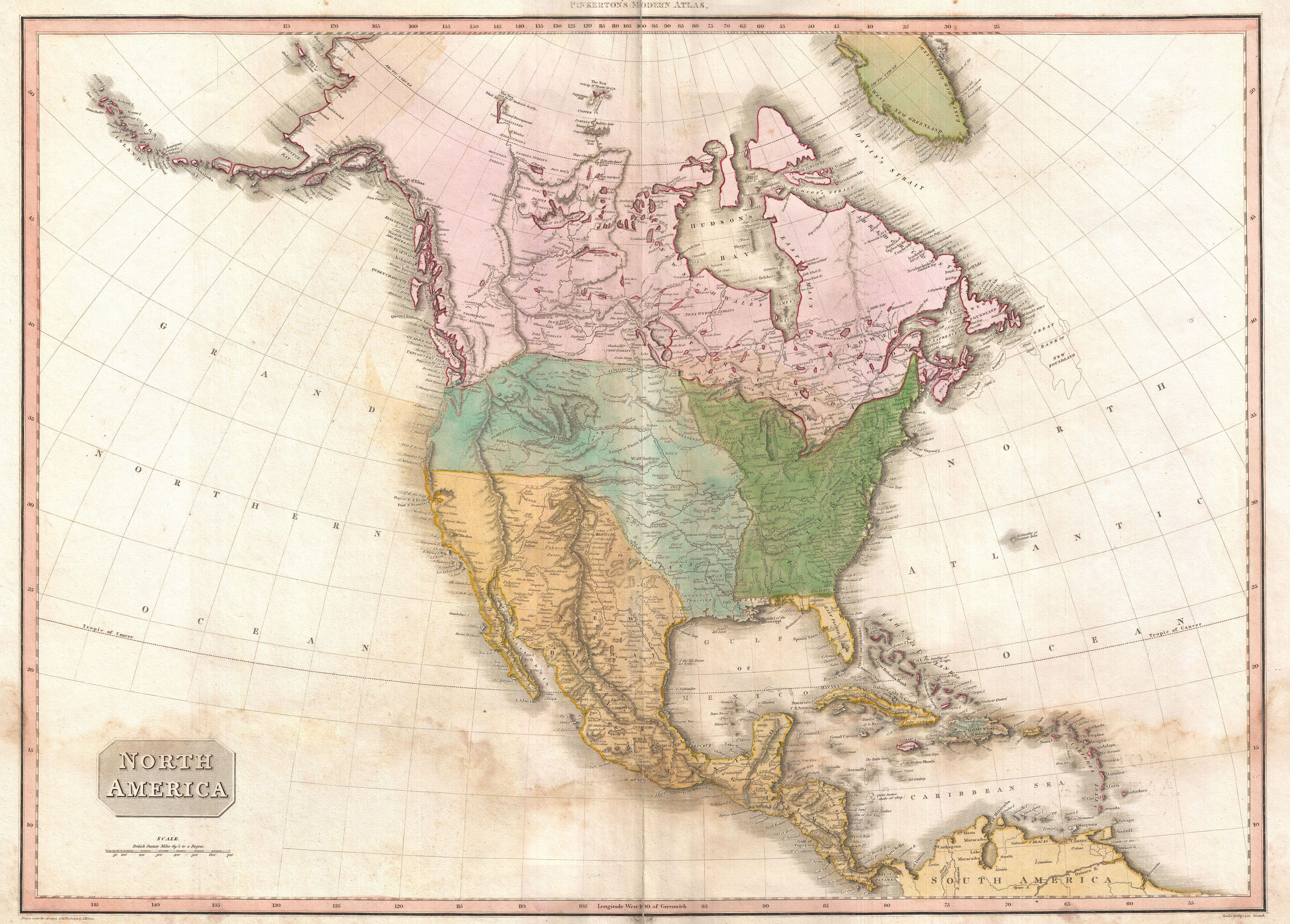
Carte de l'Amérique du Nord, tirée d'une édition américaine de 1818 de l'Atlas de Pinkerton, montrant la superficie approximative de l'achat de la Louisiane de 1803 à l'ouest du fleuve Mississippi.

À partir de Saint-Louis dans le Missouri, l'expédition visait à établir une série de forts le long de la rivière Missouri en amont de la rivière Yellowstone, principal affluent du haut Missouri, qui rejoint le Missouri dans ce qui est maintenant l'ouest du Dakota du Nord. Ces forts avaient pour but d'accroître la présence américaine dans le commerce des fourrures et de contrer l'influence britannique dans les plaines du nord. Le premier fort devait être à Council Bluff (à ne pas confondre avec Council Bluffs en Iowa, à une trentaine de kilomètres au sud), site précédemment utilisé pour un conseil en 1804 entre l'expédition Lewis et Clark et les peuples Otos et Missouris. William Clark avait recommandé au gouvernement américain la haute falaise surplombant le Missouri comme emplacement approprié pour construire un fort.

### Préparatifs

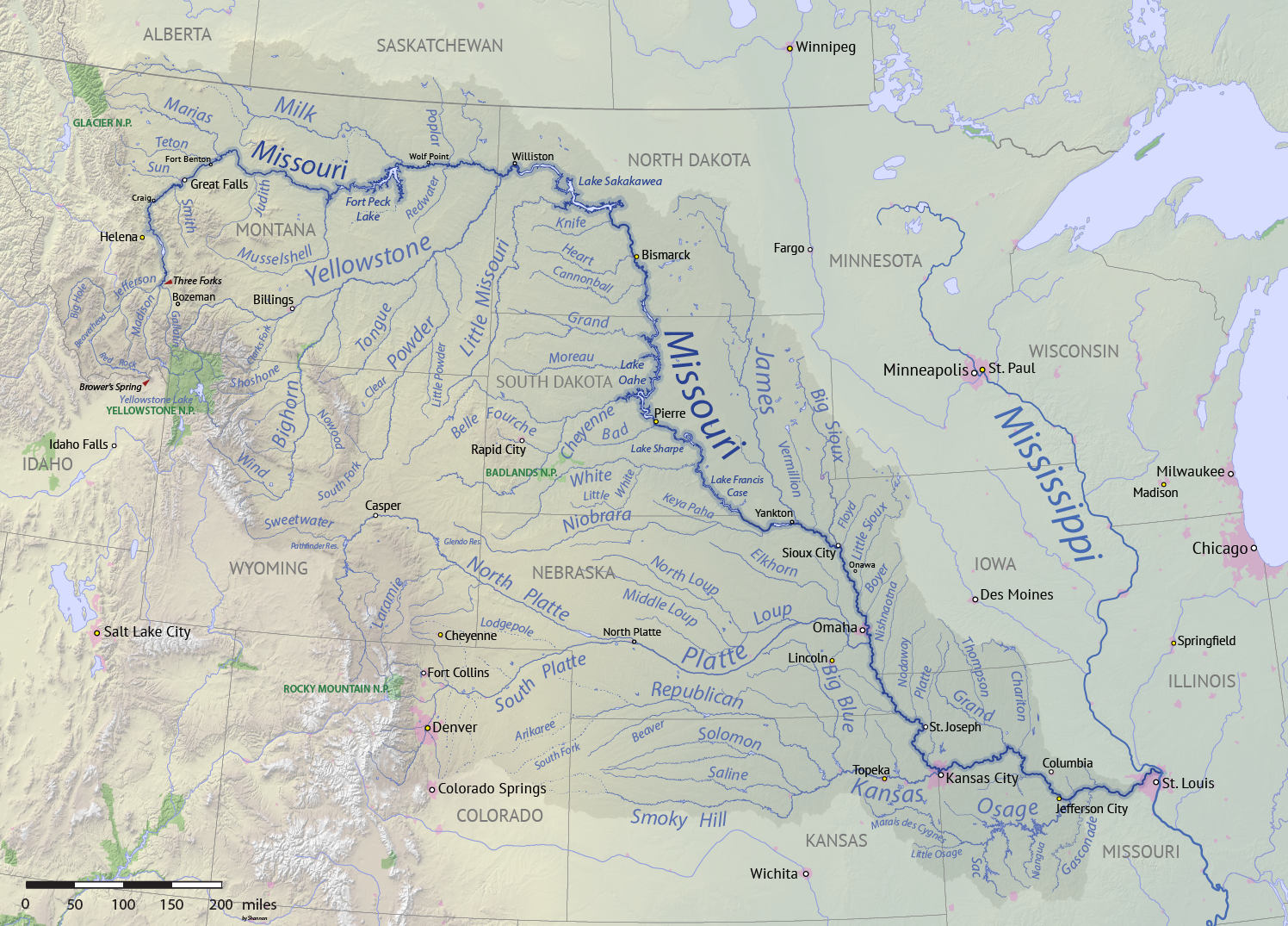
Carte du bassin versant de la rivière Missouri.

En 1818, Calhoun accorde le contrat de transport et d'approvisionnement de l'expédition à James Johnson, partenaire et frère cadet du membre du Congrès du Kentucky Richard Mentor Johnson, qui deviendra plus tard vice-président des États-Unis. Richard Johnson a bénéficié d'un effet de levier considérable sur le financement de l'expédition en tant que président de 1817 à 1819 du comité de la Chambre sur les dépenses du département de la Guerre, et l'entreprise a rencontré un intérêt chaleureux de la part du public. Un éditorial de la Missouri Gazette de Saint-Louis déclare le 21 avril 1819 qu'« il n'y a aucune mesure adoptée par l'administration actuelle qui ait reçu une telle louange universelle ». Plus tard, la « profonde déception du public face à leur non-exécution » devait coïncider avec un « scandale résultant du contrat de transport », avec des révélations selon lesquelles James Johnson avait été pratiquement garanti contre la perte et avait donc pris peu soin de s'assurer que son équipement était d'un caractère suffisant pour assurer une prompte exécution du contrat.
L'expédition de la Yellowstone est conduite par le colonel (plus tard général) Henry Atkinson, commandant du 6e régiment d'infanterie (en), alors stationné à Plattsburgh dans l'État de New York, à la frontière canado-américaine. À l'automne 1818, il reçoit l'ordre de réunir ses troupes au sud et de camper avec le régiment de fusiliers près de la rivière Missouri à proximité de Saint-Louis. Le 6e d'infanterie parcourt à la hâte les 4 300 kilomètres par terre et par eau jusqu'au point de départ de l'expédition.
L'expédition est également chargée de remplir des fonctions scientifiques et d'ingénierie, en collaboration avec lesquelles un ingénieur topographique de l'armée américaine, le major Stephen Harriman Long, a reçu l'ordre de sélectionner et de diriger une équipe de spécialistes notoires en zoologie, géologie, cartographie, journalisme, art et botanique pour accompagner l'expédition. Il s'agit de la première expédition scientifique d'"ingénieurs de l'armée" financée par le gouvernement américain et chargée de cartographier, d'étudier, de documenter et d'explorer la vaste zone de terres inexplorées entre le fleuve Mississippi et les montagnes Rocheuses.

### Le bateau à vapeurWestern Engineer

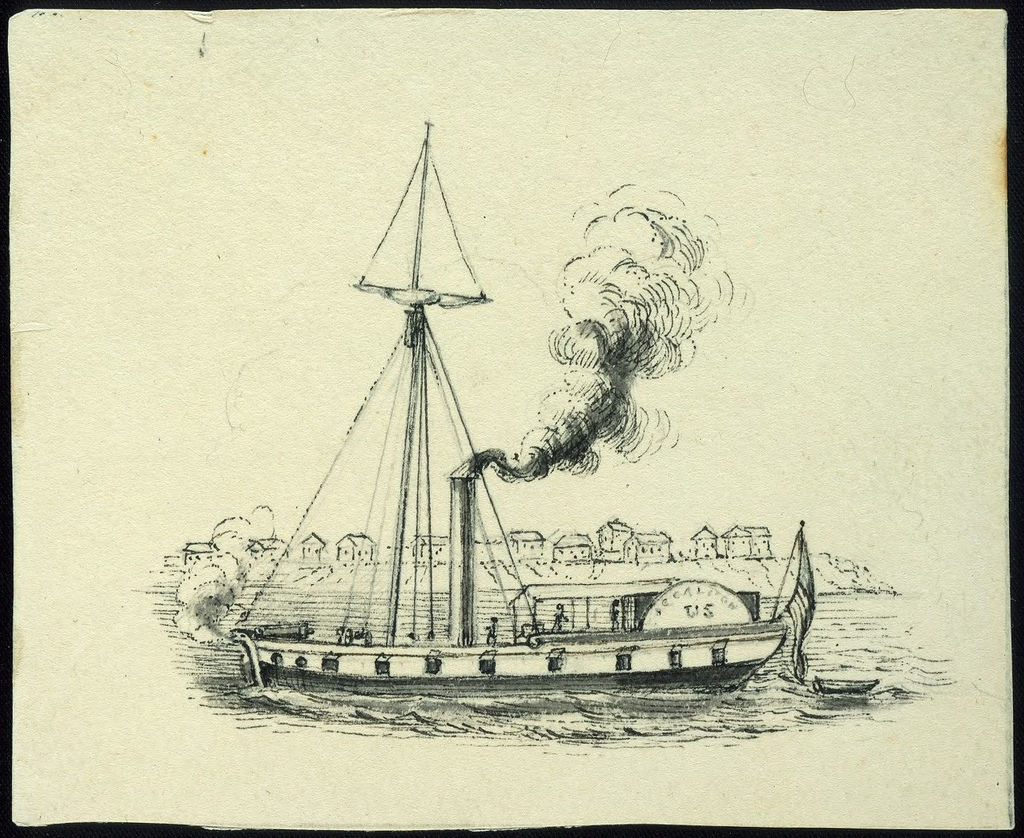
Le bateau à vapeur Western Engineer.

Le major Long prévoit immédiatement la construction d'un bateau à vapeur expérimental pour transporter le groupe de travail des scientifiques aussi loin que possible dans l'aventure. Nommé Western Engineer, il a été conçu de manière unique pour naviguer dans les canaux étroits, peu profonds et jonchés de la rivière Missouri et de ses affluents, avec un moteur particulièrement puissant pour une puissance accrue contre les courants rapides. Une autre nouveauté était une roue à aubes intégrée à la poupe pour réduire le risque de dommages causés par les bois morts. Le navire a été lancé à Pittsburgh, en Pennsylvanie, à l'hiver 1818-1819, et était probablement le premier bateau à aubes à roue arrière jamais construit.
Le bateau avait une coque de 22,9 m de longueur par 4 m de largeur, avec le poids des machines soigneusement réparti pour permettre une manœuvrabilité accrue dans les chenaux peu profonds. Pour protéger le navire des attaques amérindiennes, Long installa une timonerie à l'épreuve des balles, monta un canon sur la proue, plaça des obusiers sur ses flancs et arma l'équipage de fusils et de sabres. Surnommé « Long's Dragon » parce qu'il était décoré comme un serpent afin de dissuader et effrayer les indigènes hostiles, c'était tout sauf un bateau à vapeur typique de son époque. Sa coque ne tirait que 48 cm d'eau par rapport aux 1,5 à 1,8 m d'eau de la plupart des bateaux à vapeur de l'époque. Sa conception de base (tirant d'eau peu profond, roue à aubes arrière, maître-bau étroit, moteur au milieu du navire) est devenue plus tard le prototype des navires à vapeur des rivières de l'Ouest.
Une description dans la Missouri Gazette du 26 mai 1819 indique que « le Western Engineer est bien armé et porte un élégant drapeau représentant un homme blanc et un Indien se serrant la main, le calumet de la paix et l'épée. Le bateau mesure 75 pieds de long, 13 pieds de largeur et a un tirant d'eau de 19 pouces. La vapeur passe par la bouche d'une figure de proue plus grande (un serpent) ». Ce fut le premier bateau à vapeur à remonter le fleuve Missouri dans le territoire d'achat de la Louisiane jusqu'au Nebraska.

### Départ de l'expédition
Le 6e d'infanterie et le régiment de fusiliers constituent la composante militaire de l'expédition. Ils partent de Saint-Louis en mai 1819, lorsque le colonel Atkinson conduit sa force de 1 126 fusiliers en amont sur trois bateaux à vapeur bien équipés et à la pointe de la technologie. Le major Long suit plus tard avec le groupe scientifique des « ingénieurs de l'armée » à bord du Western Engineer, partant en juin. Parmi les membres notoires de l'expédition figurent le capitaine Stephen Kearny (plus tard gouverneur militaire de Californie), le peintre paysagiste Samuel Seymour, le naturaliste et peintre Titien Peale et le zoologiste Thomas Say.
Le groupe d'Atkinson souffre de divers problèmes dès le départ, y compris un capitaine de bateau à vapeur inefficace et corrompu. Cinq bateaux à vapeur ont été contractés pour Atkinson, mais deux n'ont pas du tout atteint le Mississippi et, sur les restants, un troisième (le Thomas Jefferson) se montre rapidement incapable de naviguer à travers les nombreux bois morts, bancs de sable et courants. Lui et son équipage sont laissés pour compte, à une soixantaine de kilomètres en aval de Franklin. Les deux derniers (le R.M. Johnson et l'Expedition) ne peuvent pas non plus avancer à travers les obstacles dangereux et sont arrêtés juste au-dessus de l'embouchure de la rivière Kansas, pour passer l'hiver à Cow Island et retourner à Saint-Louis au printemps. Après plusieurs jours et de nombreux kilomètres, les troupes d'Atkinson doivent revenir à l'utilisation de quillards similaires à ceux utilisés par Lewis et Clark quelques années plus tôt, qui étaient propulsés principalement par des hommes ramant, perchant ou remorquant en amont avec des cordes.

### Automne 1819

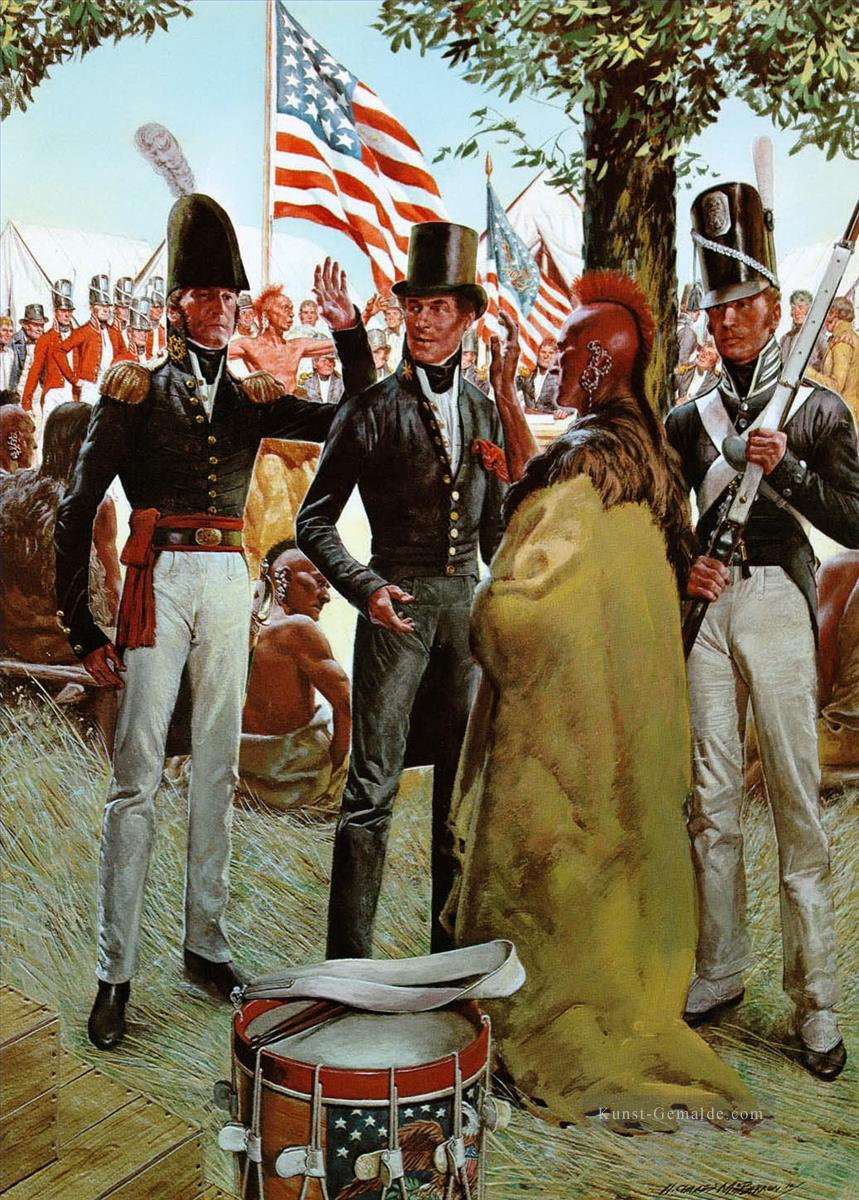
Le major Long rencontre les Pawnees à Council Bluff, Nebraska, en 1819.

L'expédition quitte la confluence de la rivière Kansas le 13 août 1819 et arrive à la confluence de la rivière Grand Nemaha deux semaines plus tard. Le 17 septembre, le bateau à vapeur Western Engineer arrive à Fort Lisa, un poste de traite appartenant à la Compagnie des fourrures du Missouri de William Clark situé du côté ouest de la rivière, à environ 30 kilomètres au nord de l'actuel Council Bluffs en Iowa. « The Council Bluffs » était à l'époque le nom générique du terrain des deux côtés de la rivière Missouri en amont de la confluence de la rivière Platte, et Fort Lisa était situé « en un lieu situé entre cinq et six miles en dessous du Council Bluff d'origine. - où Lewis et Clark ont tenu un conseil avec les Indiens Missouris et Otos, le 3 août 1804, et désormais le site de la ville de Fort Calhoun ».
Les troupes d'Atkinson arrivent quelques jours plus tard, le 26 septembre. Les parties décident alors de construire deux camps pour les quartiers d'hiver, établissant les troupes d'Atkinson à "Cantonment Missouri" près de Council Bluff et les hommes du major Long à "Engineer Cantonment", à huit kilomètres en aval de la rivière près de la rive ouest, et à 800 mètres en amont de Fort Lisa. En un mois, les quartiers sont pratiquement terminés et le major Long retourne sur la côte Est pour de nouvelles instructions.

### Hiver 1819-1820
« Cantonment Missouri », situé le long de la rivière, au pied des falaises, a une existence de courte durée. L'hiver 1819-1820 est très rigoureux et une pénurie d'entrepreneurs du gouvernement laisse la garnison sans approvisionnement suffisant. Les soldats souffrent d'un scorbut généralisé (dû à une mauvaise alimentation et à un manque de vitamine C), qui coûte la vie à plus de 200 des 1 126 hommes ce premier hiver. Les estimations des morts civiles sont peut-être aussi élevées que le double des morts militaires ; aucun registre n'a été conservé de leurs pertes. Enfin, au printemps 1820, la rivière Missouri inonde Cantonment Missouri, de sorte que les soldats construisent un camp permanent au sommet de Council Bluff et le renomment Fort Atkinson. Situé juste à l'est de la ville actuelle de Fort Calhoun au Nebraska, il a été abandonné en 1827.

## Échec de l'expédition
En raison de ses coûts financiers et du manque global de résultats lors de la première saison, l'expédition est devenue un échec retentissant après avoir stagné à Fort Lisa. Les mesures d'économie du Congrès et les difficultés d'approvisionnement d'avant-postes aussi éloignés ont empêché l'achèvement de l'expédition et la force a été arrêtée là, bien en aval de sa destination prévue à la confluence de la rivière Yellowstone.
En mai 1820, Long retourne à « Engineer Cantonment » avec ses propres ordres du secrétaire à la Guerre de cesser de travailler le long du Missouri et de se tourner plutôt vers l'exploration de la rivière Platte et de ses sources. L'expédition quitte ses quartiers d'hiver le 6 juin 1820. Le colonel Atkinson a mené une nouvelle expédition pour atteindre la rivière Yellowstone en 1825.

### Problèmes financiers et planification trop extravagante
À peu près au moment où l'expédition de Yellowstone quitte Saint-Louis, la panique de 1819 met fin à l'expansion économique qui suit la guerre de 1812. En décembre 1819, le secrétaire au Trésor William H. Crawford publie un rapport prévoyant un déficit budgétaire de cinq millions de dollars. Ajouté à cela, les coûts de l'expédition ont largement dépassé ceux prévus, principalement en raison de la "malfaisance" de James Johnson et des plaidoyers influents de son frère Richard pour un financement supplémentaire. La réputation politique de James et de Richard Johnson se sont cependant maintenues en raison de leur popularité respective dans leur district d'origine.